# 1st Class
Albums de Large Professor
The LP
(2002) Beatz Volume 1
(2006)
1st Class est le deuxième album studio de Large Professor, sorti le 8 octobre 2002.
L'album s'est classé 21e au Heatseekers et au Top Independent Albums et 51e au Top R&B/Hip-Hop Albums.

## Liste des titres
| No  | Titre                         | Contient un (des) sample(s) de                              | Durée |
| --- | ----------------------------- | ----------------------------------------------------------- | ----- |
| 1.  | Intro                         |                                                             | 1:36  |
| 2.  | Bout That Time                |                                                             | 3:27  |
| 3.  | Ultimate                      | Dizzy d'Hugo Montenegro Overture de David Axelrod           | 2:54  |
| 4.  | Brand New                     |                                                             | 3:28  |
| 5.  | Stay Chisel (featuring Nas)   | Wild Dogs de Jim Capaldi                                    | 2:32  |
| 6.  | Akinyele (featuring Akinyele) |                                                             | 2:22  |
| 7.  | In the Sun (featuring Q-Tip)  |                                                             | 4:28  |
| 8.  | Born to Ball                  |                                                             | 3:48  |
| 9.  | Kool                          | Symphonette de David « Fathead » Newman featuring Roy Ayers | 3:48  |
| 10. | The Man                       | Sugar Man de Rodriguez                                      | 4:21  |
| 11. | Large Pro                     |                                                             | 3:23  |
| 12. | Alive in Stereo               |                                                             | 3:55  |
| 13. | Blaze Rhymez II               |                                                             | 3:44  |
| 14. | On (featuring Busta Rhymes)   |                                                             | 2:49  |
| 15. | Hip Hop                       | Ken Russell de David Axelrod                                | 4:25  |
| 16. | Radioactive                   |                                                             | 5:04  |